# واد الساقية (واد الساقية)
واد الساقية هو دُوَّار يقع بجماعة سيدي أحمد العروسي، إقليم السمارة، جهة العيون الساقية الحمراء في المملكة المغربية. ينتمي الدوّار لمشيخة واد الساقية التي تضم دوار واحد. يقدر عدد سكانه بـ 173 نسمة حسب الإحصاء الرسمي للسكان والسكنى لسنة 2004.

## روابط خارجية
- البوابة الوطنية للجماعات الترابية
- المندوبية السامية للتخطيط